# 키슈

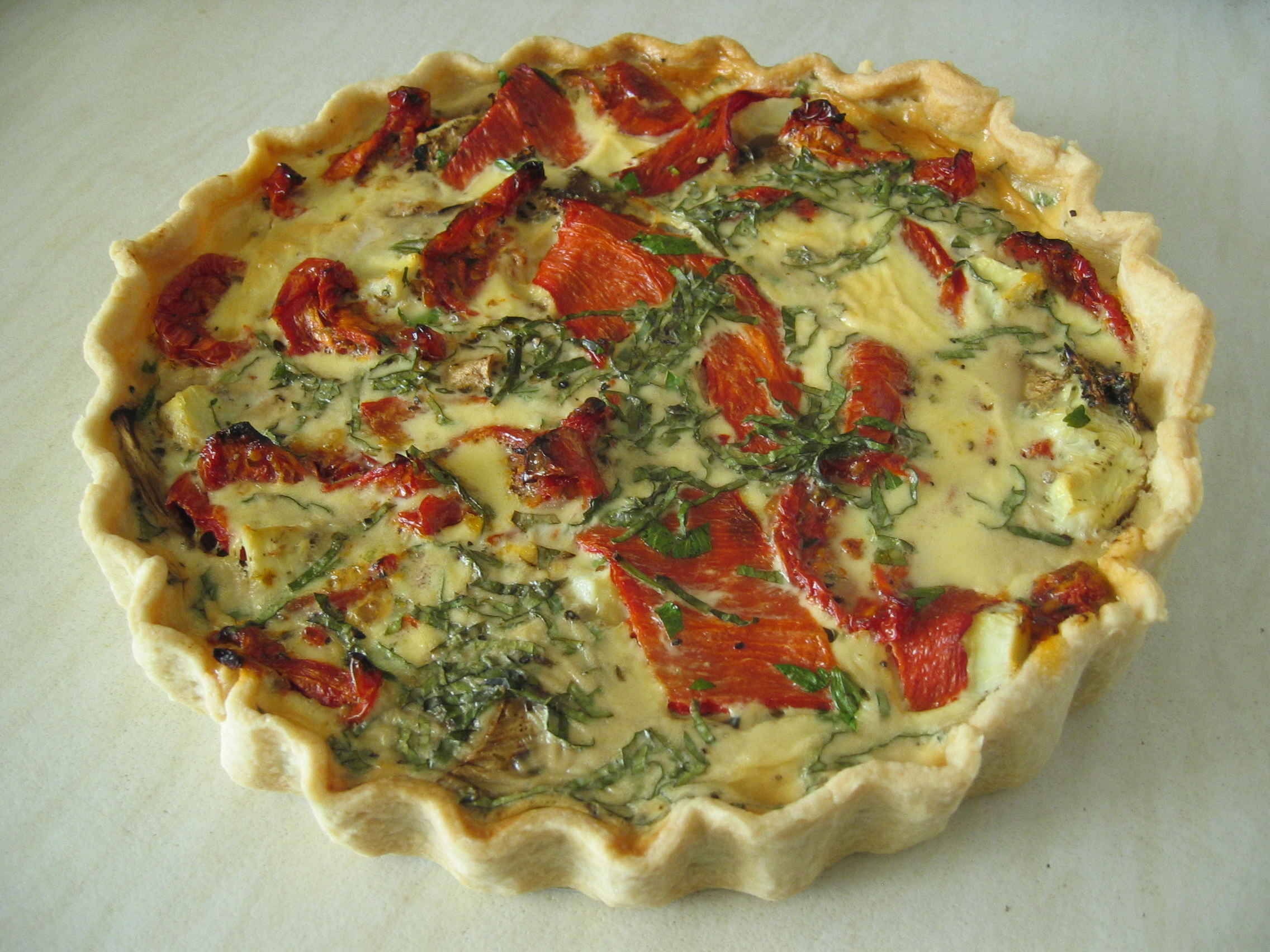
키슈

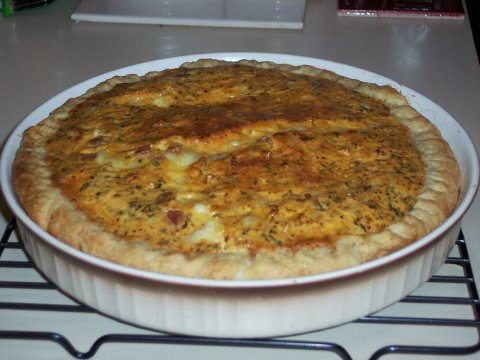
키슈 로렌

키슈(프랑스어: quiche)는 달걀과 크림을 사용해 만든 프랑스 알자스, 로렌 또는 지중해 연안 지역의 향토요리다.
파이 반죽, 타르트 반죽으로 만든 그릇 속에 달걀, 생크림, 다진 고기나 아스파라거스 같은 야채를 넣고 숙성한 그뤼예르 치즈 등을 듬뿍 얹어 오븐에 굽는다. 키슈 로렌(Quiche lorraine)은 키슈의 일종으로, 크림과 베이컨을 넣는다. 견과류를 넣는 경우도 있다. 반죽을 삼각형으로 자르고 접시에 올린다. 키슈의 어원은 독일어의 쿠헨(Kuchen)이다.

## 같이 보기
- 파이